# Ja'akov Ginzburg
Rabi Ja'akov Ginzburg (hebrejsky יעקב גינצבורג‎, též Ja'akov ben Jicchak David Gincburg / יעקב בן יצחק דוד גינצבורג‎, 1743, Praha – 27. října 1814 tamtéž) byl rabín a dajan pražského bejt dinu a autor spisu Zera Ja'akov.

## Život
Narodil se v Praze jako syn rabiho Jicchaka Davida 22. elulu (září 1743).
Jeho učitelem byl rabi Me'ir Fischels, po jehož smrti se Ginzburg stal učitelem na pražské ješivě po boku rabiho Liva Fishelse, syna Me'ira Fischelse. Působil jako soudce u soudu slavného rabiho Ezechiela Landaua a po jeho smrti sloužil nadále u soudu pod vedením jeho syna, rabína Šmu'ela Landaua a po boku soudce rabína Michaela Bacharacha.
Jeho žákem byl rabi Nachum Trebitsch, který po jeho smrti nastoupil na jeho místo.
Rabi Ja'akov ben Jicchak David Ginzburg zemřel 27. října roku 1814 v Praze, kde byl také pohřben.